# Palacio (Madrid)
Le quartier du Palacio est un quartier administratif de Madrid situé dans le district Centro.
La place de l'Orient, le palais royal, le théâtre royal, la place de la Villa, la place de l'Incarnation et la place de Santo Domingo sont situés dans le quartier.
D'une superficie de 147,1085 hectares, il accueille 23 526 habitants (Septembre 2019).